# Síndrome de Schaaf-Yang
El síndrome de Schaaf-Yang es una variante del síndrome de Prader-Willi (SPW), causada por una mutación puntual en el gen MAGEL2, ubicado en el cromosoma 15. Para que esta alteración se manifieste, debe estar expresada en el alelo paterno. La mutación puede ser heredada de un padre afectado o surgir de manera espontánea (de novo) en un padre no afectado.
El síndrome Schaaf-Yang y el Prader-Willi comparten características clínicas, principalmente en la etapa neonatal, como la hipotonía, la dificultad para alimentarse, el retraso en el desarrollo, la discapacidad intelectual y la apnea del sueño. En cuanto a diferencias entre ambos, el síndrome de Schaaf-Yang posee una mayor prevalencia del trastorno autista y contracturas en codos, rodillas y articulaciones interfalángicas (dedos), y no presenta  lahiperfagia ni la obesidad mórbida típicas del SPW con el paso de los años, . 
El síndrome de Schaaf-Yang comparte características clínicas con el síndrome de Prader-Willi, especialmente durante la etapa neonatal. Entre los síntomas comunes se incluyen hipotonía, dificultad para alimentarse, retraso en el desarrollo, discapacidad intelectual y apnea del sueño. Sin embargo, existen diferencias clave entre ambos síndromes:
- En el síndrome de Schaaf-Yang hay una mayor prevalencia de trastorno del espectro autista (TEA).
- Se observan con mayor frecuencia contracturas articulares en codos, rodillas y articulaciones interfalángicas (dedos).
- A diferencia del SPW, el síndrome de Schaaf-Yang no presenta hiperfagia ni la obesidad mórbida típicas de este último durante los años posteriores.

## Historia
El síndrome de Schaaf-Yang fue descrito por primera vez en 2013 por Cristian Schaaf y Yaping Yang. Cristian Schaaf era profesor asistente de Genética Molecular y Humana en el Colegio de Medicina de Baylor, además de ser miembro del cuerpo docente del Instituto de Investigación Neurológica Jan y Dan Duncan, en el Hospital Infantil de Texas. Por su parte, Yaping Yang era profesora asociada de Genética Molecular y Humana en el mismo colegio.
El caso inicial documentado correspondía a un niño que presentaba síntomas clínicos similares al síndrome de Prader-Willi (SPW). Posteriormente, Schaaf realizó una secuenciación del exoma completo, identificando una mutación puntual en el gen MAGEL2. Este hallazgo llamó la atención debido a que, en el SPW, la región afectada del cromosoma 15 es significativamente mayor.
A medida que se identificaron más casos con características similares, los investigadores concluyeron que, durante el primer año de vida, el cuadro clínico era sugestivo de SPW. Sin embargo, con el crecimiento del paciente, se evidenciaron diferencias notables que permitieron distinguirlo como una variante específica, lo que llevó al reconocimiento del síndrome de Schaaf-Yang.

## Epidemiología
Actualmente, se tiene conocimiento de alrededor de 100 casos diagnosticados del síndrome de Schaaf-Yang a nivel mundial.
Según Cristian Schaaf, la baja incidencia reportada podría deberse a varios factores:
1. Reciente descripción del síndrome: Al haber sido identificado en 2013, aún es ampliamente desconocido dentro de la comunidad médica.
2. Limitaciones en el diagnóstico: El síndrome se detecta mediante la secuenciación completa del exoma, una tecnología que no está disponible en todos los lugares y que frecuentemente no es cubierta por los seguros médicos en diversos países.
3. Complejidad genética: El gen MAGEL2 es difícil de secuenciar debido a su alto contenido de pares CG, lo que dificulta su identificación precisa.
4. Desafíos en la detección de mutaciones de novo: En muchos casos, la secuenciación del exoma no considera la herencia de novo al no incluir el gen MAGEL2 en las listas estándar de genes a identificar. Esto puede llevar a la omisión de casos en los que la mutación se origina espontáneamente o es heredada de un padre no afectado.[2]

## Etiología
El síndrome de Schaaf-Yang es una enfermedad autosómica dominante causada por una mutación puntual en el gen MAGEL2, ubicado en la región 15q11.2 del cromosoma 15. Cada individuo hereda una copia paterna y una materna de este gen. Sin embargo, el MAGEL2 es un gen maternalmente impreso, lo que significa que la copia heredada de la madre está inactiva. Por esta razón, el síndrome de Schaaf-Yang se manifiesta únicamente si la alteración ocurre en el alelo paterno, ya sea por herencia autosómica dominante o como una mutación de novo.
El síndrome de Schaaf-Yang, al ser causado por una mutación puntual, implica una alteración genética de menor magnitud en comparación con su variante, el síndrome de Prader-Willi. En este último, la región afectada es más extensa y se encuentra dentro de un locus genómico de 6 Mb en el brazo largo del cromosoma 15. Las causas moleculares principales del síndrome de Prader-Willi incluyen: 
- Eliminación de la región 15q11-q13 paterna, presente en el 65 % a 75 % de los casos.
- Disomía uniparental materna, que ocurre en el 20 % a 30 % de los casos.[5]

## Cuadro clínico
El síndrome de Schaaf-Yang (SHAYNG) presenta características clínicas similares al síndrome de Prader-Willi (SPW) durante el primer año de vida, pero estas diferencias se hacen más evidentes a medida que los pacientes crecen.

#### Etapaneonatal
Durante esta etapa, las principales similitudes con el SPW incluyen:
- Hipotonía.
- Hipogonadismo.
- Retraso en el desarrollo.
- Dificultades para alimentarse.
- Discapacidad intelectual.
- Apnea del sueño.

Las principales diferencias respecto al SPW son:
- Contracturas articulares, que pueden afectar únicamente las articulaciones interfalángicas o presentarse como una acinesia fetal con artrogriposis severa.
- Mayor prevalencia del trastorno del espectro autista: en el SPW, esta prevalencia es del 27 %, mientras que en los pacientes con SHAYNG lo suficientemente mayores para ser evaluados, todos han sido diagnosticados con este trastorno.

#### Otros signos clínicos
- Baja estatura.
- Anomalías genitales: hipogonadismo, criptorquidia y microfalosomía.
- Alteraciones oculares: estrabismo, exotropía y miopía.
- Características psicológicas: conductas impulsivas, compulsivas, obstinadas, manipuladoras y tendencia a la automutilación.
- Dimorfismo facial: alteraciones en la posición de los oídos, alteraciones en las estructuras nasales, protuberancia frontal, prognatismo con mentón cuadrado, cejas tupidas y nariz pequeña.

- Anomalías en las extremidades: manos y pies pequeños; dedos afilados, clinodactilia, braquidactilia; pulgares en aducción (corregibles mediante cirugía).
- Alteraciones óseas: pérdida de densidad ósea.[6]

## Diagnóstico
El diagnóstico del síndrome de Schaaf-Yang se realiza mediante la secuenciación completa del exoma o, en algunos casos, mediante la secuenciación específica del gen MAGEL2 en el cromosoma 15q11.2. La identificación de una mutación puntual en el gen MAGEL2 en el alelo paterno es confirmatoria para el diagnóstico de este síndrome.

## Pruebas recomendadas
Para el diagnóstico y manejo del síndrome de Schaaf-Yang, se recomiendan las siguientes pruebas:
- Prueba de apnea del sueño.
- Pruebas de laboratorio: Para evaluar posibles problemas respiratorios durante el sueño.

1. Tolerancia a la glucosa
2. IGF-1/IGF-BP3
3. FSH y LH
4. TSH y T4
5. Colesterol total
6. Triglicéridos
7. HDL
8. LDL
9. Ácido úrico

- Radiografía: para evaluar la presencia de escoliosis.
- Examen DEXA: Para evaluar la densidad ósea en ambas caderas y la parte inferior de la columna vertebral.[4]

## Tratamiento
Según Schaaf, la clave del tratamiento del síndrome de Schaaf-Yang radica en una intervención temprana, orientada principalmente al tratamiento de los síntomas. La mayoría de los niños con este síndrome requieren una atención médica extensa en los primeros años de vida, que puede incluir: tubos de alimentación, gastrostomía, soporte respiratorio, y traqueostomías
La terapia física es fundamental para reducir las contracturas articulares, las cuales generalmente no se tratan con medicamentos, ya que su causa se debe a la falta de movimiento en lugar de un proceso reumatológico.
En palabras de Schaaf, «Actualmente se está investigando si el tratamiento con la hormona del crecimiento tendría sentido. La hormona de crecimiento recombinante ha sido un elemento básico en el tratamiento del síndrome de Prader-Willi durante muchos años; esta no solo nos ayuda con el crecimiento longitudinal, sino que también (y tal vez más importante) mejora la fuerza y la resistencia muscular, además de cambiar la composición corporal del tejido adiposo a masa muscular magra».